# Татарское Черепаново
 Татарское Черепаново  — поселок в Тетюшском районе Татарстана. Входит в состав Бакрчинского сельского поселения.

## География
Находится в юго-западной части Татарстана на расстоянии приблизительно 30 км на юго-запад по прямой от районного центра города Тетюши недалеко (1 км) от реки Свияга.

## История
Основан приблизительно до 1698 года, долгое время учитывался вместе с деревней Чувашское Черепаново.
В «Списке населенных мест по сведениям 1859 года», изданном в 1863 году, населённый пункт упомянут как удельная деревня Черепаново 1-го стана Буинского уезда Симбирской губернии. Располагалась при безымянном овраге, на просёлочной дороге, в 22 верстах от уездного города Буинска и в 40 верстах от становой квартиры во владельческой деревне Малая Цыльна. В деревне, в 46 дворах жили 442 человека (223 мужчины и 219 женщин).

## Население
Постоянных жителей насчитывалось в 1859 году — 442, в 1897 — 93, в 1913 — 46, в 1920—123, в 1926—957, в 1938—129, в 1949—125, в 1958 — 97, в 1970 — 44, в 1979 — 24, в 1989 — 10 (сведения на 1859 и 1926 года даны с учётом деревни Чувашское Черепаново). Постоянное население составляло 3 человек (татары 67 %, чуваши 33 %) в 2002 году, 3 в 2010.